# Sergueï Strounnikov
Sergueï Nikolaïevitch Strounnikov (Kherson, 25 septembre 1907 - Poltava, 22 juin 1944) est un photographe photojournaliste russe. 

## Biographie
Sergueï Strounnikov, photographe de la Grande Guerre patriotique.
Strounnikov est l'auteur d'une photographie du corps de Zoïa Kosmodemianskaïa, de plans illustrant la défense de Moscou, de la vie de Leningrad assiégé, de la bataille de Stalingrad, ainsi que d'autres documents photographiques historiques.
Il meurt le 22 juin 1944 au grade de lieutenant en chef pendant l'opération Frantic lors du bombardement d'un aérodrome militaire près de Poltava.

## Galerie

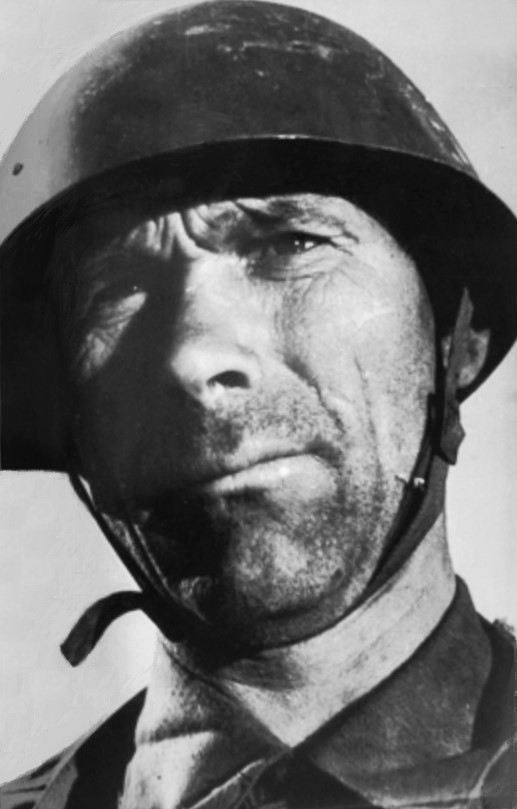
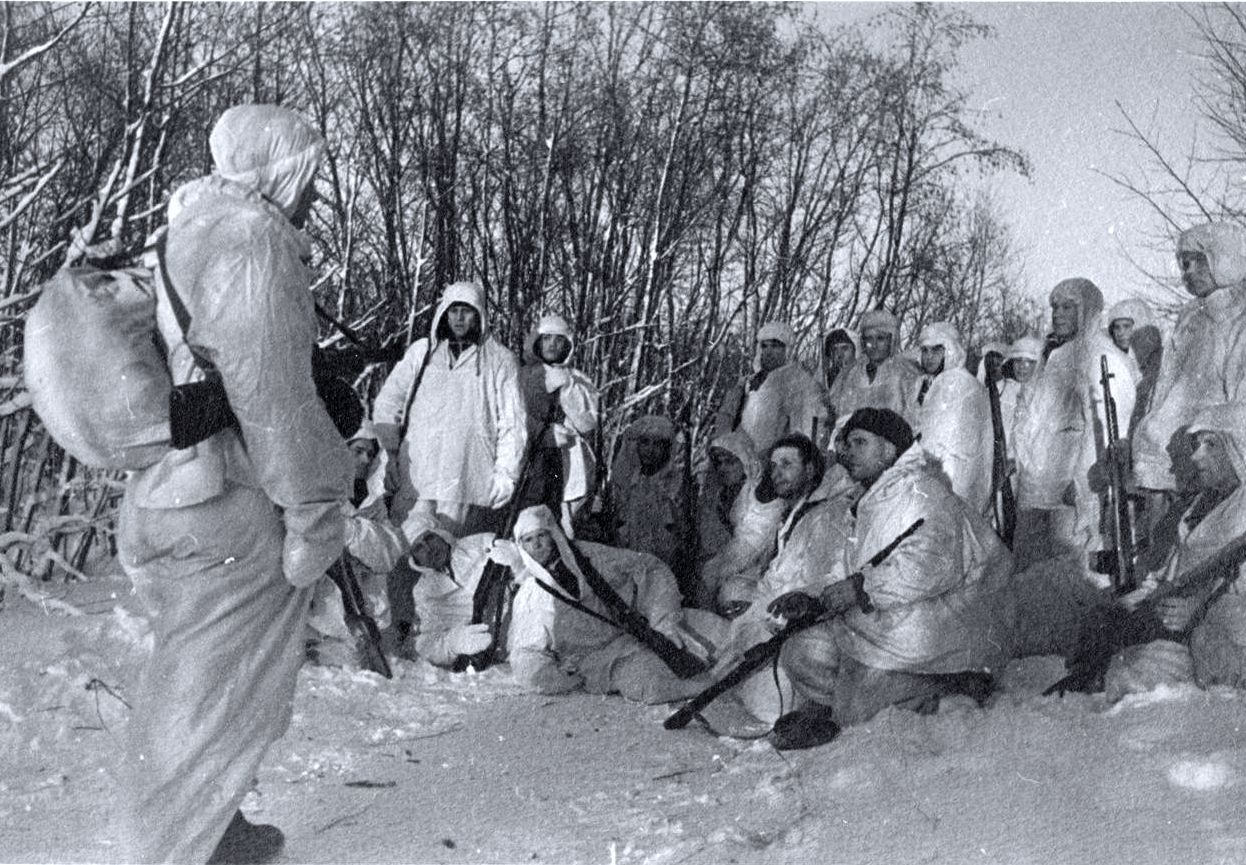
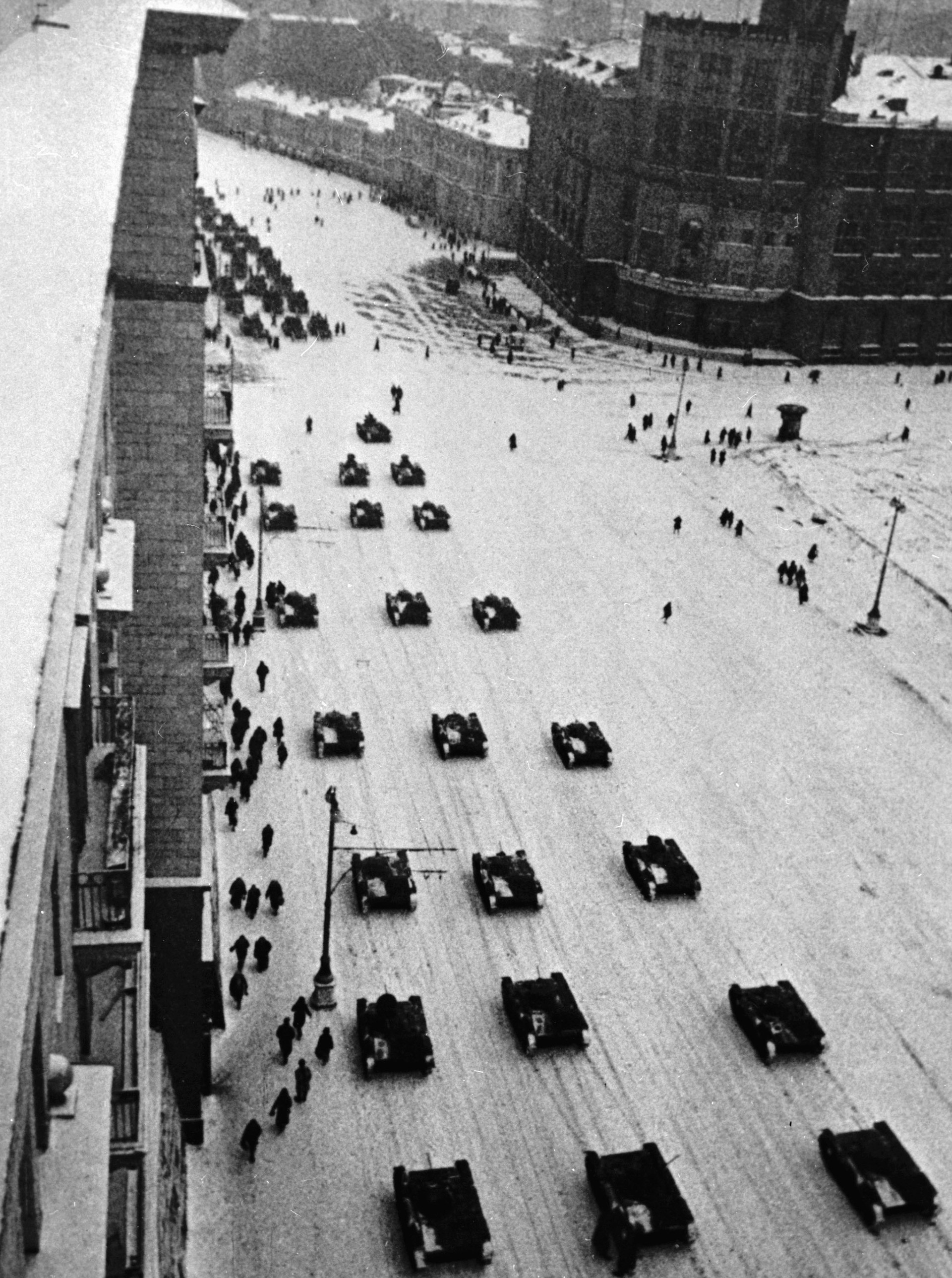
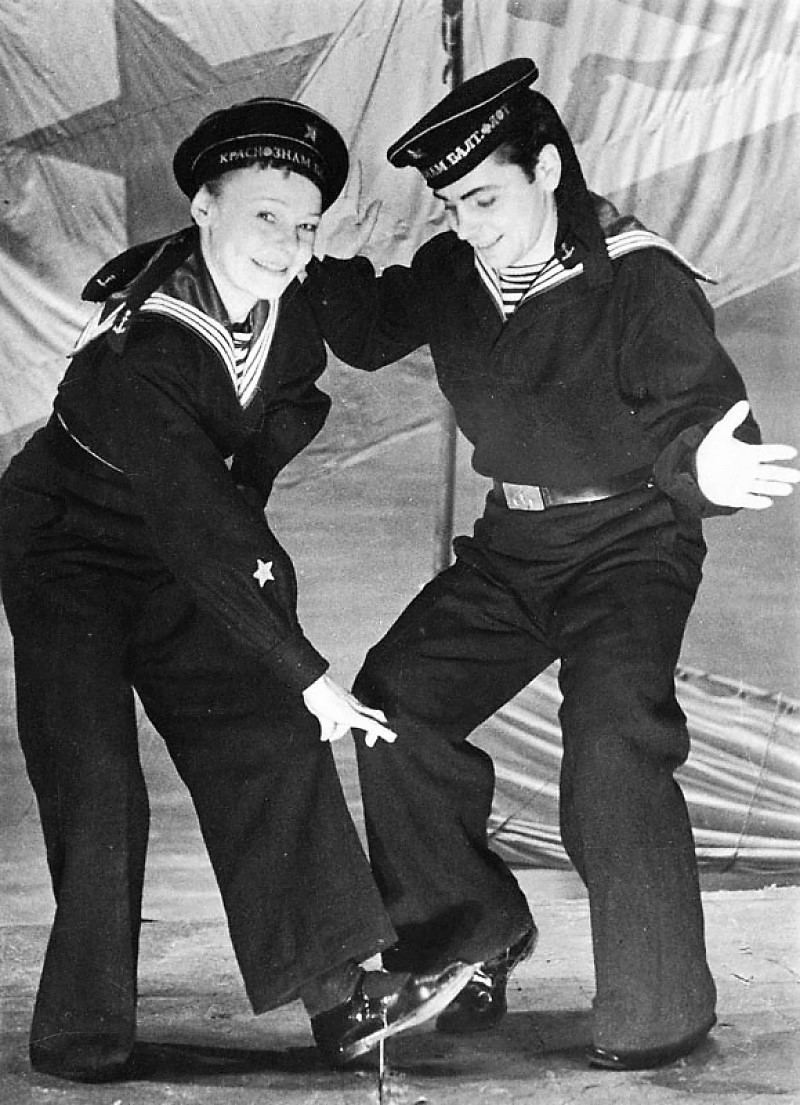
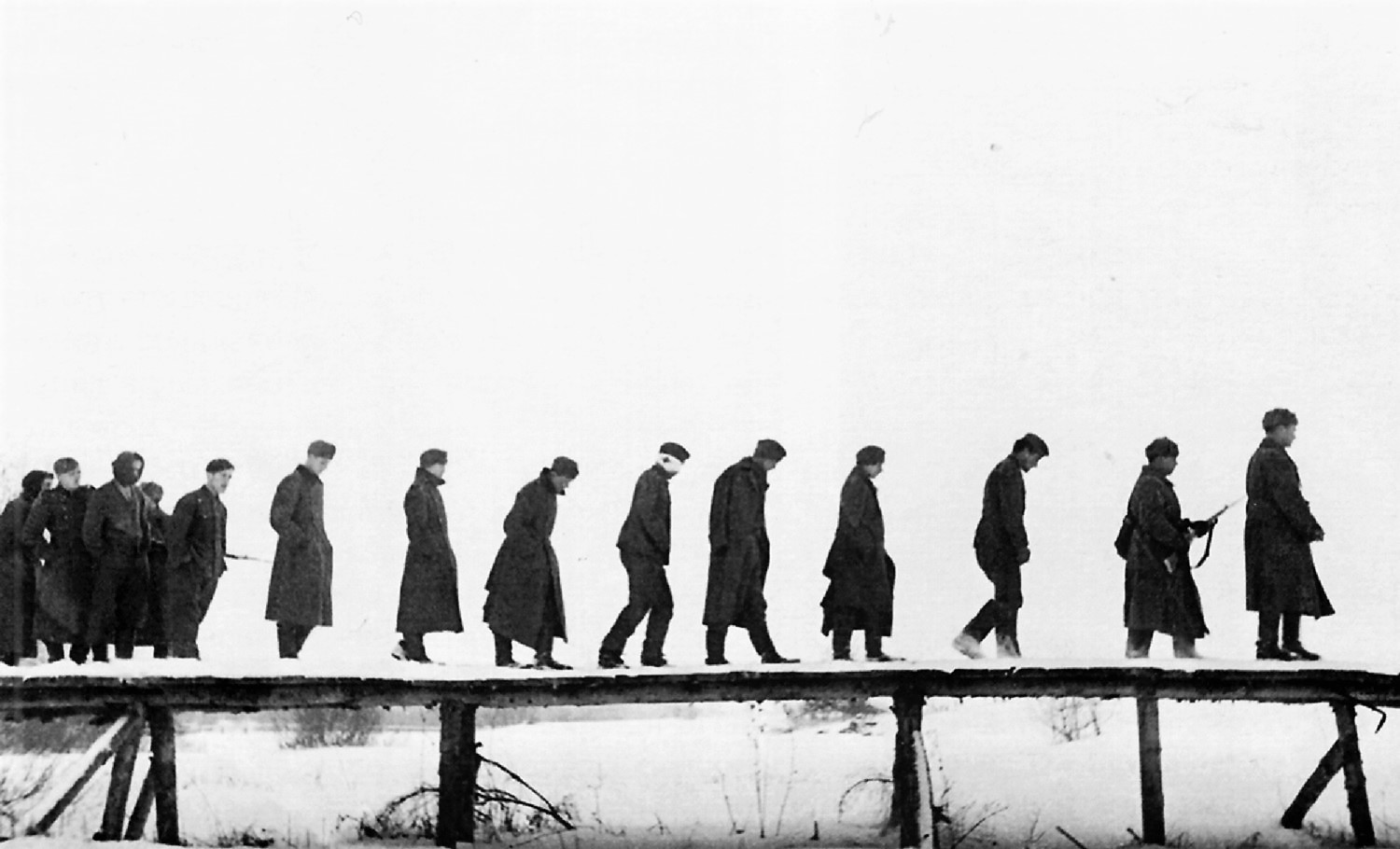
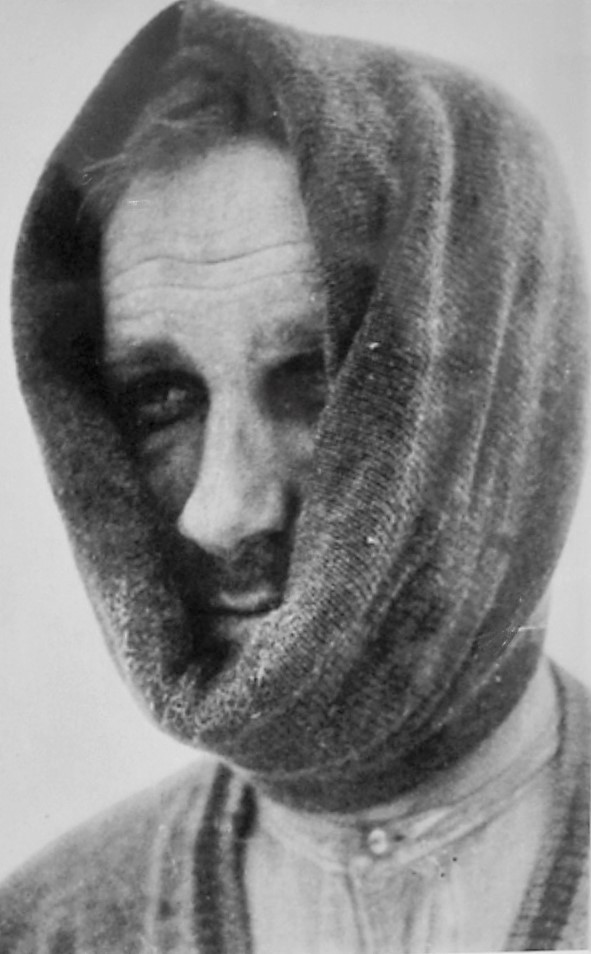